# Verići
Verići (cyr. Верићи) – wieś w Bośni i Hercegowinie, w Republice Serbskiej, w mieście Banja Luka. W 2013 roku liczyła 1041 mieszkańców.